# Elaine Sturtevant
Elaine Sturtevant, född Elaine Horan 23 augusti 1924 i Lakewood i Ohio, död 7 maj 2014 i Paris i Frankrike, var en amerikansk konstnär. Hon blev berömd för omsorgsfullt inexakta kopior av andra konstnärers arbete.
Elaine Sturtevant började 1965 i New York börja reproducera målningar och föremål av samtida konstnärer med små medvetna avvikelser, och hade sin första separatutställning 1965 på Bianchini Gallery i New York. På det sättet ställde hon begreppet originalitet på huvudet. Samtliga hennes verk är nära nog-kopior av andra konstnärers verk. I början inriktade hon sig på verk av amerikanska konstnärer som Roy Lichtenstein, Claes Oldenburg, Jasper Johns och Andy Warhol.
Hon blev så skicklig på att kopiera andra konstnärers arbete att 1965, när en målning av en flagga av Jasper Johns som ingick som en del av en kombinationsmålningen Short circuit med Robert Rauschenberg, blivit stulen, Rauschenberg bad henne att måla en reproduktion av flaggan. Mot slutet av 1960-talet reproducerade hon ramför allt verk av Joseph Beuys och Marcel Duchamp.
Från tidigt 1980-tal ägnade hon sig åt verk av den efterföljande generationen, till exempel Robert Gober, Anselm Kiefer, Paul McCarthy, och Felix Gonzalez-Torres. Elaine Sturtevant behärskade målning, skulptur, fotografering och film och kunde därmed reproducera en stor bredd av de utvalda konstnärernas oeuvre. I flertalet fall började hon att kopiera en konstnär innan denne hunnit bli erkänd i en vidare krets.
År 2011 fick hon ett Guldlejon för sitt livsverk på den 54:e Venedigbiennalen.